# Onofrio de Santa Croce
Onofrio (de) Santa Croce (Rome, ca. 1419 – aldaar, 20 oktober 1471) was bisschop van Tricarico in het koninkrijk Napels. Als pauselijk bemiddelaar kon hij de verwoesting van Luik in 1468 niet voorkomen. Zijn memoires zijn een belangrijke bron over de gebeurtenissen, met onder meer de episode van de 600 Franchimontezen.

## Levensloop
Zijn broer Andrea was een pauselijk jurist. Zelf koos hij een geestelijke carrière. Hij werd kanunnik in Sint-Jan van Lateranen en op 10 april 1448 volgde zijn benoeming tot bisschop. In 1463-64 deed hij diplomatieke ervaring op als assistent van kardinaal Pedro Ferriz. In opdracht van paus Pius II bemiddelden ze tijdens de Mainzer Stichtsvete met succes tussen de aartsbisschoppelijke rivalen Diether van Isenburg en Adolf II van Nassau, die de Vrede van Zeilsheim aanvaardden. Minder voorspoedig verliep het in Luik, waar Ferriz als commissarius apostolicus naartoe was gestuurd in het kader van de Luiks-Bourgondische Oorlogen. Prins-bisschop Lodewijk van Bourbon had in 1461 een interdict afgeroepen over zijn onderdanen, dat Ferriz en Onofrio niet konden doen lichten. De prins-bisschop schakelde Filips de Goede in om de opstandelingen militair te verslaan en dwong hen tot de Vrede van Sint-Truiden (1465), maar weigerde ook dan nog om zijn sanctie op te heffen. Daarop vroegen de Bourgondiërs aan paus Paulus II om opnieuw bemiddeling op gang te brengen door een legaat te sturen.
Paulus vaardigde Onofrio af. Gewapend met een bul van 11 februari 1468 die hem grote bevoegdheid verleende, vertrok hij op 27 februari uit Rome. Zijn aankomst in Luik was hoopvol: de clerus trok hem in processie tegemoet en nadat hij aan de stadspoort zijn zegen had gegeven, luidden alle kerkklokken voor het eerst in jaren. De volgende dag droeg de prins-bisschop eindelijk terug een mis op in de Sint-Lambertuskathedraal. Toch mislukte Onofrio's missie, want Karel de Stoute weigerde de stedelijke vrijheden te herstellen en liet eind oktober 1468 Luik grondig verwoesten. Kroniekschrijver Filips van Komen weet de uitkomst aan Onofrio's persoonlijke ambitie om prins-bisschop te worden, maar dat was niet zo.
In Brussel handelde Onofrio nog enkele kerkelijke kwesties af, waaronder de houding die moest worden aangenomen tegenover de broeders van het Gemene Leven. Die hadden tal van gemeenschappen gesticht in Amersfoort, Utrecht, 's-Hertogenbosch, Luik, Gent, Doornik, Brussel, Geraardsbergen, Kamerijk..., meestal vergezeld van een school. Op 10 januari 1469 gelastte Onofrio een onderzoek naar de situatie, dat werd uitgevoerd door de suffragaan van Kamerijk, Godfried van Greveraey. Diens rapport van 22 maart 1469 was positief voor de broeders.
Terug in Rome was Onofrio in ongenade bij de paus omwille van Luik. Hij verdedigde zich in zijn memoires, de belangrijkste niet-partijdige bron over de oorlog en wat eraan voorafging. In een andere poging om zich te rechtvaardigen, bestelde hij bij de humanistische dichter Angelo Sabino een historisch epos in hexameters, De excidio civitatis Leodiensis ("Over de val van de stad Luik"). Hij liet Sabino bijstaan door zijn voormalige medewerker Mathieu Herben. Net toen het af was, stierf Paulus II onverwacht. Zijn opvolger Sixtus IV beloofde Onofrio nog de kardinaalshoed, maar tevergeefs: ziek, overwerkt en ontgoocheld stierf hij op 20 oktober 1471. Hij werd niet begraven in de Santa Maria in Publicolis naast het Palazzo Santacroce, maar in de Santa Maria Nuova. De tekst van zijn humanistische grafschrift is bewaard.

## Naamvarianten
Zijn naam is ook te vinden als Onufrio of in het Latijn als Onufrius, Onofrius en Honuphrius.
Hij is niet te verwarren met zijn naamgenoot en nazaat die in 1599 wegens moedermoord werd onthoofd.

## Geschrift
- Ad Beatissimum Pont. Max. Paulum secundum Honofrii Tricaricensis episcopi de rebus in sua legatione germanica gestis et civitatis Leodiensis excidio comentarium, 1468 (memoires opgedragen aan paus Paulus II)

## Voetnoten
1. ↑  Sylvain Balau, Les sources de l'histoire de Liège au Moyen-Age. Étude critique, 1903, p. 647
2. ↑  Godefroid Kurth, La cité de Liège au Moyen-Age, p. 281-283
3. ↑  Miraeus, Opera diplomatica, vol. 4, 1748, p. 442-444
4. ↑  Robert Douglas Smith en Kelly DeVries, The Artillery of the Dukes of Burgundy, 1363–1477, 2005, p. 161
5. ↑  Fiche op Narrative Sources
6. ↑  Eugène Bacha, "Deux écrits de Mathieu Herbenus sur la destruction de Liège par Charles-le-Téméraire", in: Bulletin de la Commission Royale d'Histoire (de la Belgique), vol. 75, 1907, p. 385–390
7. ↑  Ferdinando Ughelli, Italia sacra, sive de Episcopis Italiae, deel VII, 1721 [1659], Venetië, kol. 154-155
8. ↑  Francesco Isoldi, "Processo e morte del marchese Onofrio Santacroce sotto il pontificato di Clemente VIII", in: Studi storici, 19, 1910, p. 227-241